# Sørens penge
Sørens penge er en musikpris stiftet af Gerhard Sieling til minde om jazzviolinisten Søren Christensen. Prisen tildeles unge jazzmusikere, der har vist særligt engagement.

## Modtagere
Listen er ikke komplet.
- Fredrik Lundin, 1982[1]
- Kristian Jørgensen, 1983[2]
- Jacob Christoffersen, 1984[2]
- Jacob Fischer, 1988[3]
- Lars Togeby, 1994[4][5]
- Jens Fuglsang, 1992
- Jørgen Svare, 1996[6]